# جوناثان كينغدون
جوناثان كينغدون (بالإنجليزية: Jonathan Kingdon)‏ هو كاتب ومؤلف وفنان بريطاني، ولد في 1935 في تابورا في تنزانيا.

## وصلات خارجية
- جوناثان كينغدون على موقع IMDb (الإنجليزية)